# Kazimierz Dagnan
Kazimierz Dagnan (ur. 8 maja 1891 w Malcu, zm. 11 kwietnia 1986 w Nowym Sączu) – polski polityk, urzędnik, działacz społeczny, artysta. 

## Życiorys
Urodził się 8 maja 1891 r. w Malcu (Tarnowskie), w rodzinie Józefa, kierownika szkoły powszechnej, i Kunegundy Padé. Jako uczeń II c.k. Gimnazjum w Nowym Sączu należał do młodzieżowej konspiracji tzw. „duchowców”, zainicjowanej w 1906 r. przez Kazimierza Ducha, a związanej ze Związkiem Młodzieży Polskiej „Zet”. W 1910 r. wraz z innymi rozłamowcami z Zetu tworzył Zarzewie, a niebawem związał się z Narodowym Związkiem Robotniczym. W 1910 r. zdał maturę i podjął studia na wydziale prawa Uniwersytetu Jagiellońskiego. W 1912 r. jako przedstawiciel NZR wszedł w skład Tymczasowej Komisji Skonfederowanych Stronnictw Niepodległościowych. W grudniu 1912 utworzył X Drużynę Strzelecką i został sekretarzem Związku Strzeleckiego w Nowym Sączu.
Po wybuchu I wojny światowej wstąpił do Legionów i brał udział w pracach Naczelnego Komitetu Narodowego. Był funkcjonariuszem biura werbunkowego w Sosnowcu, a zarazem członkiem Komisariatu Zagłębiowskiego Polskiej Organizacji Narodowej. W lipcu 1916 r. Dagnan wraz z innymi zwolennikami Piłsudskiego podał się do dymisji w Departamencie Wojskowym NKN. 
Jako aktywista Narodowego Związku Robotniczego od czerwca 1918 r. redagował w Warszawie pismo „Sprawa Robotnicza”, starając się wypracować ideologię enzeterowską. Starał się wypracować polski wariant niemarksistowskiego socjalizmu, łączący postulaty socjalne (przede wszystkim kooperatyzm Edwarda Abramowskiego) i narodowe. W Zarządzie Głównym NZR Dagnan reprezentował skrzydło radykalne (w październiku 1918 r. frakcja Dagnana zgłosiła wniosek o zmianę nazwy organizacji na Narodowa Partia Socjalistyczna). Po utworzeniu w maju 1920 r. Narodowej Partii Robotniczej znalazł się w Radzie Naczelnej NPR i stał na czele warszawskich struktur partii. W pierwszej połowie lat 20. pracował w departamencie zatrudnienia Ministerstwa Pracy i Opieki Społecznej, m.in. publikując w resortowym periodyku „Praca i Opieka Społeczna”. Na Zjeździe Kas Chorych w 1925 r. reprezentował Okręgowy Urząd Ubezpieczeń w Warszawie. 
W czasie przewrotu majowego Dagnan opowiedział się po stronie Piłsudskiego i zaangażował się w budowę piłsudczykowskiej frakcji w NPR, która w październiku 1926 r. przekształciła się w Narodową Partię Robotniczą - Lewicę. Po przewrocie majowym został zastępcą dyrektora Okręgowego Urzędu Ubezpieczeń w Warszawie, w czerwcu 1928 r. został dodatkowo komisarzem w Kasie Chorych w Kaliszu, w marcu 1934 r. członkiem Zarządu Głównego Funduszu Bezrobocia.  Na początku 1932 r. Dagnan opracował „Program Narodowej Partii Socjalistycznej”, który jednak został odrzucony przez kongres NPR-lewicy. W tej sytuacji frakcja radykalna utworzyła w czerwcu 1933 r. Partię Narodowych Socjalistów, której ideologiem został Dagnan (używający pseudonimu Kazimierz Dębiec). W latach 1937–1938 w PNS doszło do konfliktów wewnętrznych, w wyniku których Dagnan odsunął się od działalności partyjnej. W 1938 r. został przeniesiony ze stanowiska naczelnika wydziału w Ministerstwie Opieki Społecznej na etat dyrektora Wyższego Urzędu Ubezpieczeń w Poznaniu. 
Po wybuchu II wojny światowej Dagnan wrócił do rodzinnego Nowego Sącza, gdzie działał społecznie jako współpracownik powiatowej delegatury Rady Głównej Opiekuńczej.
Bezpośrednio po wojnie Dagnan próbował działać politycznie w Polskim Stronnictwie Ludowym. Podjął pracę w administracji terenowej, pełniąc kolejno funkcje sekretarza Wydziału Powiatowego, kierownika Referatu Kultury i Sztuki w starostwie powiatowym (1947–1951), referenta prawno-budowlanego w Powiatowym Wydziale Architektury, wreszcie urzędnika Klęczańskich Kamieniołomów Drogowych. W 1948 r. Urząd Bezpieczeństwa podjął wobec niego kontrolę operacyjną podejrzewając go o współpracę z członkami nielegalnej organizacji Polska Podziemna Armia Niepodległościowa.
Działał społecznie w Polskim Towarzystwie Tatrzańskim, potem w Polskim Towarzystwie Turystyczno-Krajoznawczym oraz Towarzystwie Przyjaciół Sztuk Pięknych w Nowym Sączu, był też założycielem Klubu Plastyków Nieprofesjonalnych i Twórców Ludowych w Nowym Sączu. W 1976 r. dostał nagrodę w konkursie dla twórców ludowych w Nowym Sączu. W 1981 r. znalazł się w Komitecie Honorowym przy Społecznym Komitecie Budowy Pomnika Generała Józefa Kustronia.
W 1917 r. zawarł związek małżeński z Janiną Schneigert, z którego przyszło na świat czworo dzieci: Jan (ur. 1918), Kazimiera (ur. 1920), Zofia (ur. 1925) i Roman (ur. 1930).
W 1955 r. przeszedł na emeryturę. Zmarł 11 kwietnia 1986 r. i został pochowany w grobowcu rodzinnym na cmentarzu komunalnym w Nowym Sączu.

## Ordery i odznaczenia
- Krzyż Niepodległości (17 marca 1932)[1]
- Krzyż Kawalerski Orderu Odrodzenia Polski (11 listopada 1937)[2]
- Złoty Krzyż Zasługi
- Odznaka „Zasłużony Działacza Kultury”
- Złota Odznaka PTTK
- Złota Tarcza Herbowa Nowego Sącza